# Związek Polskich Towarzystw Fotograficznych
Związek Polskich Towarzystw Fotograficznych – polskie stowarzyszenie fotograficzne, ogólnokrajowe zrzeszenie (istniejące w latach 1927–1939). Związek stowarzyszeń fotograficznych, działających w Polsce. Reprezentant amatorskiego, nieprofesjonalnego i społecznego ruchu fotograficznego w kraju i za granicą, stanowiący platformę współdziałania polskich stowarzyszeń fotograficznych.

## Historia
Związek Polskich Towarzystw Fotograficznych ustanowiono podczas ogólnopolskiego I Zjazdu Polskich Miłośników Fotografii w Warszawie, w dniach 24 i 25 września 1927 – zjazdu zainicjowanego (między innymi) przez Janinę Mierzecką (sekretarz Lwowskiego Towarzystwa Fotograficznego) wespół z Polskim Towarzystwem Miłośników Fotografii. W zjeździe uczestniczyli przedstawiciele wszystkich polskich organizacji, stowarzyszeń fotograficznych oraz przedstawiciele Departamentu Sztuki Ministerstwa Oświaty oraz Ministerstwa Przemysłu i Handlu. Wówczas przedstawiono projekt statutu Związku Polskich Towarzystw Fotograficznych, który zakładał (m.in.) propagowanie i rozpowszechnianie sztuki fotograficznej w Polsce i za granicą, ujednolicenie słownictwa związanego z tematem fotografii, dbałość o interesy polskich fotografów. W 1930 podczas IV Zjazdu Związku Polskich Towarzystw Fotograficznych w Wilnie utworzono pierwsze ogólnokrajowe stowarzyszenie fotograficzne, zrzeszające elitę fotografów, fotografików piktorialistów z całej Polski – Fotoklub Polski.

## Działalność
Związek Polskich Towarzystw Fotograficznych zrzeszał nieprofesjonalne stowarzyszenia fotograficzne, prowadzące działalność fotograficzną w swoim środowisku oraz reprezentował ich interesy twórcze w kraju i za granicą. Współpracował z organizacjami i instytucjami zainteresowanymi rozwojem twórczości fotograficznej – w Polsce i na świecie. Związek był organizatorem międzynarodowych wystaw fotograficznych (dorocznych salonów fotografii artystycznej m.in. w Krakowie, Lwowie, Poznaniu, Warszawie, Wilnie), w których uczestniczyli poszczególni członkowie stowarzyszeń fotograficznych, zrzeszonych w ZPTF. W 1936 roku w Warszawie zaprezentowano paryską Międzynarodową Wystawę Fotografii Reklamowej. Związek (wspólnie z Fotoklubem Wileńskim, Lwowskim Towarzystwem Fotograficznym, Polskim Towarzystwem Fotograficznym) współprowadził swoją agendę prasową – Przegląd Fotograficzny (polski ilustrowany miesięcznik o tematyce fotograficznej, wydawany w Wilnie, w latach 1935–1939. 
W 1939 roku zakończono działalność Związku Polskich Towarzystw Fotograficznych (wybuch II wojny światowej).

## Zarząd
Zarząd Związku Polskich Towarzystw Fotograficznych stanowił ten sam skład co skład Zarządu utworzonego w 1919 Polskiego Towarzystwa Miłośników Fotografii – późniejszego Polskiego Towarzystwa Fotograficznego (1931–1939).